# David von Raben
David von Raben (* um 1600 auf Gut Raben Stück, Mecklenburg) war wahrscheinlich ein deutscher Hofbeamter.

## Leben
Raben war ein Sohn des mecklenburgischen Landrats Jürgen von Raben und dessen zweiter Ehefrau Clara von Sperling.
Nach erstem Unterricht auf Schloss Stuck durch Hauslehrer immatrikulierte sich Raben am 5. Oktober 1611 an der Universität Greifswald. Im Juni 1615 wechselte er an die  Universität Rostock und verbrachte das Sommersemester 1617 an der Universität Leipzig. 1622 beendete er mit dem Besuch des Collegium illustre in Tübingen erfolgreich sein Studium.
Raben war mit Elisabeth von Oertzen verheiratet.
Auf seinen großen norddeutschen Reisen nahm Fürst Ludwig I. (Anhalt-Köthen) Ende 1636 Raben in die Fruchtbringende Gesellschaft auf. Er verlieh diesem den Gesellschaftsnamen der Wohlgefällige und das Motto in Augen. Als Emblem wurde ihm rotes Tausendschön (Bellis perennis L.) zugedacht. Im Köthener Gesellschaftsbuch findet sich Rabens Eintrag unter der Nr. 300. Hier ist auch das Reimgesetz verzeichnet, das er anlässlich seiner Aufnahme verfasste:
Hoch rote Tausendschön den augen wohlgefalen,
Jn den Lustgärten sie vorgehen weit fast allen
Den schönen blümelein ahn hoher roter farb’.
Jch Wolgefällig mir den nahmen drumb erwarb’.
Nichts wohlgefället mehr deß Herrengnaden augen
Alß Wan auß Gottes wort dier eine milch wir saugen,
Die da zur speise wird durch seines Geistes macht,
Der Vnß in Christo hatt deß Himmels frucht gebracht.